# Super Mario 3D All-Stars
Super Mario 3D All-Stars este o colecție de jocuri platformer 3D lansată în 2020 pentru consola Nintendo Switch. Comemorează cea de-a 35-a aniversare a francizei  Super Mario, conținând jocurile Super Mario 64 (lansat în 1996), Super Mario Sunshine⁠(d) (lansat în 2002) și Super Mario Galaxy⁠(d) (lansat în 2007).
Colecția a fost lansată pe 18 septembrie 2020 și a fost disponibilă până la 31 martie 2021, când a fost eliminată din Nintendo eShop⁠(d). A primit recenzii pozitive pentru jocurile sale, îmbunătățiri tehnice și controale, dar a fost criticat pentru prezentarea sa, lipsa conținutului suplimentar, lansarea limitată în timp și absența jocului Super Mario Galaxy 2⁠(d) (lansat în 2010). Până în martie 2021, Super Mario 3D All-Stars a vândut peste 9 milioane de copii în întreaga lume.

## Conținut
Super Mario 3D All-Stars aduce împreună trei jocuri platformer 3D din seria Super Mario: Super Mario 64 (1996), Super Mario Sunshine⁠(d) (2002) și Super Mario Galaxy⁠(d) (2007). 
Jocurile din colecție folosesc emularea.  Acestea acceptă comenzile Joy-Con⁠(d) și sunt afișate la rezoluții mai mari, cum ar fi Sunshine care rulează într-un raport de aspect de 16:9.  Atât Sunshine, cât și Galaxy sunt afișate la 1080p în modul TV și 720p în modul portabil, în timp ce Mario 64 este afișat la 720p în ambele moduri într-un raport de aspect 4:3. 
Colecția include, de asemenea, un mod de redare muzicală, care compilează coloanele sonore originale ale tuturor celor trei jocuri - un total de 175 de piese.  Muzica poate fi redată inclusiv când ecranul este oprit.  

## Dezvoltare și lansare
Super Mario 3D All-Stars a fost dezvoltat și publicat de Nintendo pentru a comemora cea de-a 35-a aniversare a jocului Super Mario Bros. din 1985.  Potrivit Eurogamer, Nintendo s-a referit la colecție ca fiind Super Mario All-Stars 2 în timpul dezvoltării.  Scopul Nintendo a fost să păstreze „designul și spiritul original” al jocurilor incluse, cu actualizări ale rezoluțiilor și comenzilor. Potrivit lui Kenta Motokura, producătorul proiectului, dezvoltatorii au intervievat personalul original al jocurilor pentru a afla importanța fiecăruia.  Super Mario Sunshine din colecție folosește tehnologia de emulare GameCube dezvoltată de Nintendo European Research &amp; Development (NERD), care a colaborat în continuare cu echipa de dezvoltare 3D All-Stars la mai multe funcții noi pentru joc. NERD a ajutat, de asemenea, cu portul Super Mario Galaxy, oferind tehnologii grafice și de emulare audio. 
Colecția a fost raportată pentru prima dată de Video Games Chronicle în martie 2020  și coroborată de alte magazine.    Potrivit acestor rapoarte, Nintendo plănuia să-l anunțe în timpul unei prezentări pe tema Mario la E3 2020, dar aceasta a fost anulată din cauza pandemiei de COVID-19 .    Nintendo a anunțat colecția într-un Nintendo Direct⁠(d) special pentru cea de-a 35-a aniversare pe 3 septembrie 2020, împreună cu o dată de lansare de 18 septembrie 2020. Jocul a fost disponibil pentru achiziție pentru o perioadă limitată de timp, atât fizic, cât și digital, până la 31 martie 2021.  Doug Bowser⁠(d), președintele Nintendo of America, a spus că disponibilitatea limitată a jocului se datorează faptului că face parte din sărbătorirea celei de-a 35-a aniversări, o abordare pe care compania nu intenționează să o folosească pe scară largă pentru alte lansări. 

## Percepție

### Răspunsul criticilor
Potrivit site-ului web de de recenzii Metacritic, Super Mario 3D All-Stars a primit „recenzii favorabile, în general”. Criticii au fost în general de acord că jocurile în sine au rămas plăcute, dar opiniile au fost împărțite în privința prezentării, care a primit critici pentru natura simplistă și lipsa de caracteristici suplimentare, lansarea în timp limitat și absența jocului Super Mario Galaxy 2⁠(d) din 2010.   
Ian Walker de la Kotaku a spus că portul jocului Super Mario 64 „nu a introdus nicio consecință evident nefericită” și chiar a remediat unele „scăderi ocazionale de performanță” față de original și că controalele jocului au funcționat bine pe Switch. 

### Vânzări
Până pe 7 septembrie, precomenzile pentru Super Mario 3D All-Stars l-au făcut al doilea cel mai bine vândut joc din 2020 pe Amazon în Statele Unite, în spatele jocului Animal Crossing: New Horizons⁠(d).  
În prima săptămână de la lansare, Super Mario 3D All-Stars a fost cel mai bine vândut joc din Marea Britanie, a fost a treia cea mai mare lansare din 2020 și al cincilea joc Switch cel mai rapid vândut din țară.  În Japonia, jocul a vândut peste 210.000 de copii fizice în primele trei zile de la lansare.  În Statele Unite, Super Mario 3D All-Stars a fost al doilea cel mai bine vândut joc din septembrie, după Marvel's Avengers, și devenise al 10-lea cel mai bine vândut joc din 2020.   Colecția a fost, de asemenea, cel mai bine vândut joc în septembrie pentru Europa, Orientul Mijlociu, Africa și Asia. 